# Otothyropsis marapoama
Otothyropsis marapoama är en fiskart som beskrevs av Ribeiro, Carvalho och Melo 2005. Otothyropsis marapoama ingår i släktet Otothyropsis och familjen Loricariidae. Inga underarter finns listade i Catalogue of Life.